# Tycho Hedén

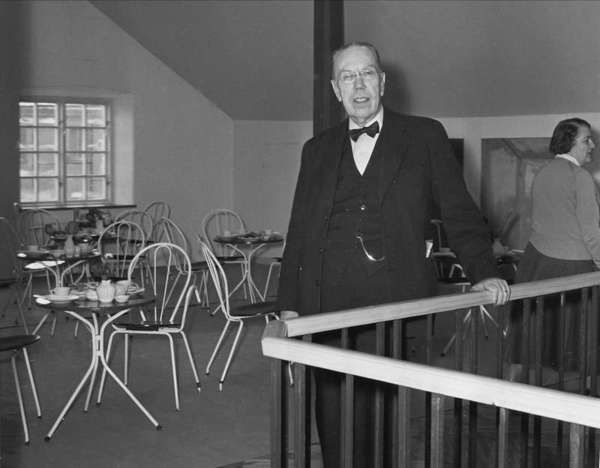
Tycho Hedén, 1958.

Claes Tycho Hedén, född 25 oktober 1887 i Uppsala, död där 17 februari 1962, var en svensk politiker (socialdemokrat). Hedén var en av de mer inflytelserika politiska ledarna inom arbetarrörelsen i Uppsala under 1900-talet. Hedén, som var utbildad målare, blev lokal ordförande för målarnas fackförening. Han var ordförande i Uppsala socialdemokratiska arbetarekommunen 1917–1919. Mellan 1939 och 1959 var han drätselkammarens ordförande, en uppgift som motsvarar dagens finanskommunalråd. En koalitionspartner i ledningen av Uppsala var under en tid Folkpartiet. Han fick under Tage Erlanders regeringsår frågan om han kunde ställa upp som minister i regeringen. "Hellre kung i Uppsala än springpojke i Stockholm" svarade Hedén. Under hans tid byggdes en rad nya bostadsområden i Uppsala under ledning av stadsarkitekten Gunnar Leche. Tycho Hedén var ordförande i Uppsala läns socialdemokratiska partidistrikt i hela 40 år, 1920–1960. I Uppsala läns landsting var han ledamot 1927–1961 och ledamot av förvaltningsutskottet under större delen av den tiden. Han var ordförande i den socialdemokratiska landstingsgruppen 1939–1961. Tycho Hedén är begravd på Uppsala gamla kyrkogård.